# 卢卡斯·贝里瓦尔
卢卡斯·埃里克·霍尔格·贝里瓦尔（瑞典語：Lucas Erik Holger Bergvall，2006年2月2日—），生于瑞典斯德哥尔摩，职业足球运动员，司职中场，效力于英超俱乐部托特纳姆热刺和瑞典国家队。

## 俱乐部生涯

### 熱刺
2024年2月1日，英超球會托特纳姆热刺俱乐部同意與贝里瓦尔簽署一份為期五年的協議，據報道轉會費為850萬英鎊簽下他，將於2024年7月1日加入俱樂部。
2025年5月15日，贝里瓦尔被選為托特納姆熱刺足球俱樂部官方球迷俱樂部賽季最佳球員，以及2024-25賽季熱刺會員和熱刺青年隊賽季最佳球員。

## 國家隊生涯
2024年1月12日，贝里瓦尔在對陣愛沙尼亞的友誼賽中首次代表瑞典國家足球隊亮相。

## 榮譽

### 俱乐部
布罗马波伊卡纳
- 瑞典足球甲级联赛冠軍：2021年
- 瑞典足球超甲級聯賽冠軍：2022年

 热刺
- 欧洲联赛冠軍：2024–25年[7]

### 個人
- 托特納姆熱刺足球俱樂部官方球迷俱樂部賽季最佳球員：2024-25[5]